# Walkden
Walkden es una localidad situada en el condado de Gran Mánchester, en Inglaterra (Reino Unido), a diez kilómetros al noroeste del centro de Salford y a once kilómetros de Manchester. Walkden ha sido designado como uno de los siete centros urbanos principales de la ciudad de Salford y ahora funciona en gran medida como un centro comercial y un suburbio de cercanías del Gran Manchester. A mediados de 2021 tenía una población estimada de 18 684 habitantes.En 2014, los distritos electorales de Walkden North, Walkden South y Little Hulton tenían una población combinada de 35.616.
Se encuentra ubicada al sur de la región Noroeste de Inglaterra, cerca de la frontera con las regiones de Yorkshire y Humber y Midlands del Este, y de la ciudad de Mánchester —la capital del condado—.
Históricamente, Walkden era un centro de la minería del carbón y de fabricación textil, en el municipio de Worsley en Lancashire.

## Sitios de interés
En Walkden se encuentra el Blackleach Country Park y el restaurado Monumento Ellesmere, que se erigió por primera vez en el centro de la ciudad en 1868 y luego se trasladó al patio de la Iglesia de San Pablo. El monumento está dedicado a Lady Harriet, condesa de Ellesmere, quien instaló escuelas, escuelas dominicales y clubes en Walkden, muchas de las cuales aún están en pie. Fue diseñado por T. G. Jackson, quien se inspiró en las Cruces de Leonor medievales.